# 九十九王子
九十九王子（くじゅうくおうじ）とは、熊野古道沿いに在する神社のうち、主に12世紀から13世紀にかけて、皇族・貴人の熊野詣に際して先達をつとめた熊野修験の手で急速に組織された一群の神社のことをいい、参詣者の守護が祈願された。したがって、その分布は紀伊路・中辺路の沿道に限られる。

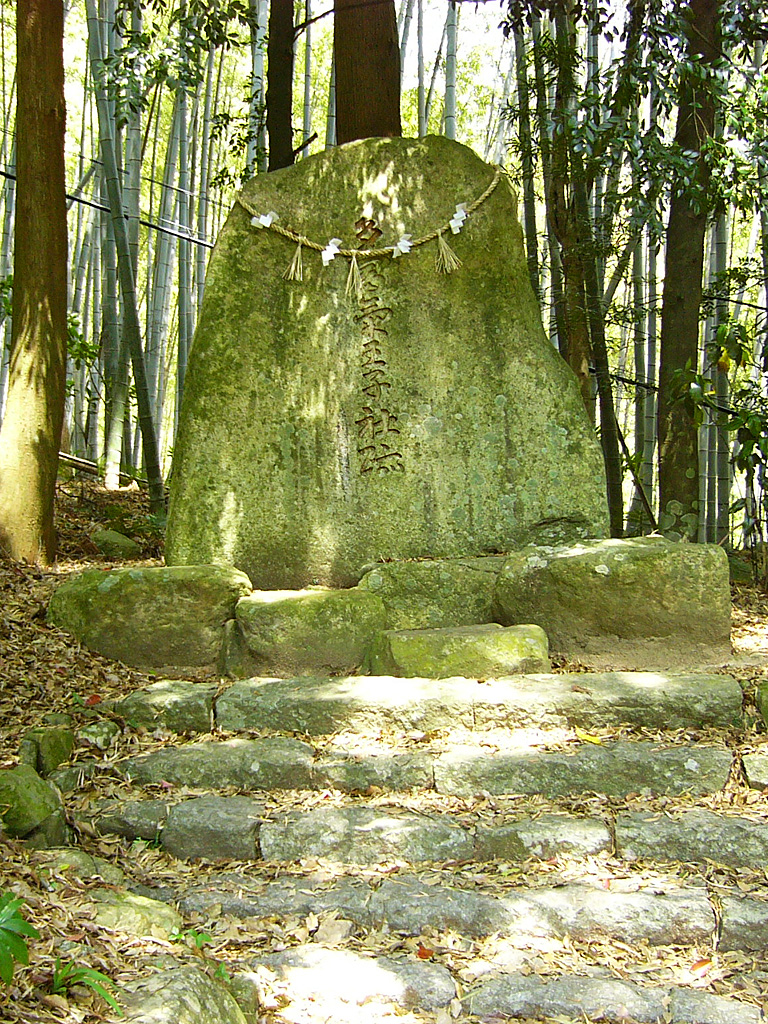
多富気王子跡（大門坂）

## 概要

### 出現と盛衰
王子の名の初出史料と考えられているのは、増基の手による参詣記『いほぬし（庵主）』にある「わうじのいはや（王子の岩屋）」で、花の窟についての記事に登場する。この文書の成立年代は10世紀後半から11世紀半ばまでと見られているが、これに次ぐのは1082（永保元）年の藤原為房の日記『大御記』の日根王子での奉幣の記事であり、少なくとも11世紀には熊野に王子と呼ばれる神社があったことが確認できる。12世紀に入ると王子社が急増乱立し、史料にも新王子の記述が増える。13世紀になってもしばらくはこの傾向が続き、12 - 13世紀に最盛期を迎える。だが、こうした新王子の中には、短命のものもかなりあった。その後、おおむね鎌倉時代以降に、熊野詣の主体の変化や熊野詣自体の後退に伴って、多くは衰退するにいたった。

### 王子とは何か
王子は参詣途上で儀礼を行う場所であった。主たる儀礼は奉幣と経供養（般若心経などを読経する）であり、神仏混淆的である。だが、よく言われるような熊野三山遥拝が行われた形跡は（少なくとも史料上では）確認できない。また、帰路にはほとんど顧みられることがないことから、物品の補給をおこなったとする説もあたらないと考えられている。これらの儀式が王子で行われたのは、王子とは熊野権現の御子神であるとの認識があり、すなわち参詣者の庇護が期待されたのである。
これら王子の形成は、中世熊野詣において先達をつとめた熊野の修験者によるものである。本来は沿道住人の祀る雑多な在地の神々である諸社を王子と認定したのは、熊野参詣を主導する先達たちである（ただし解釈は一貫せず、参詣記ごと・先達ごとのばらつきが相当ある）。また、王子という命名も、峯中修行者を守護する神仏は童子の姿をとるという修験道の思想に基づくものであると考えられる。同時に、熊野修験は院政期以降の皇族・貴人たちの参詣の先達をつとめたが、このことは、九十九王子の顕著な特徴である、紀伊路・中辺路への集中や院政期に重なる12世紀の大量出現をもたらしている。実際、最盛期に80余を数えた王子の大半は、皇族の参詣の活発化に伴って組織されたものである。

### 五体王子

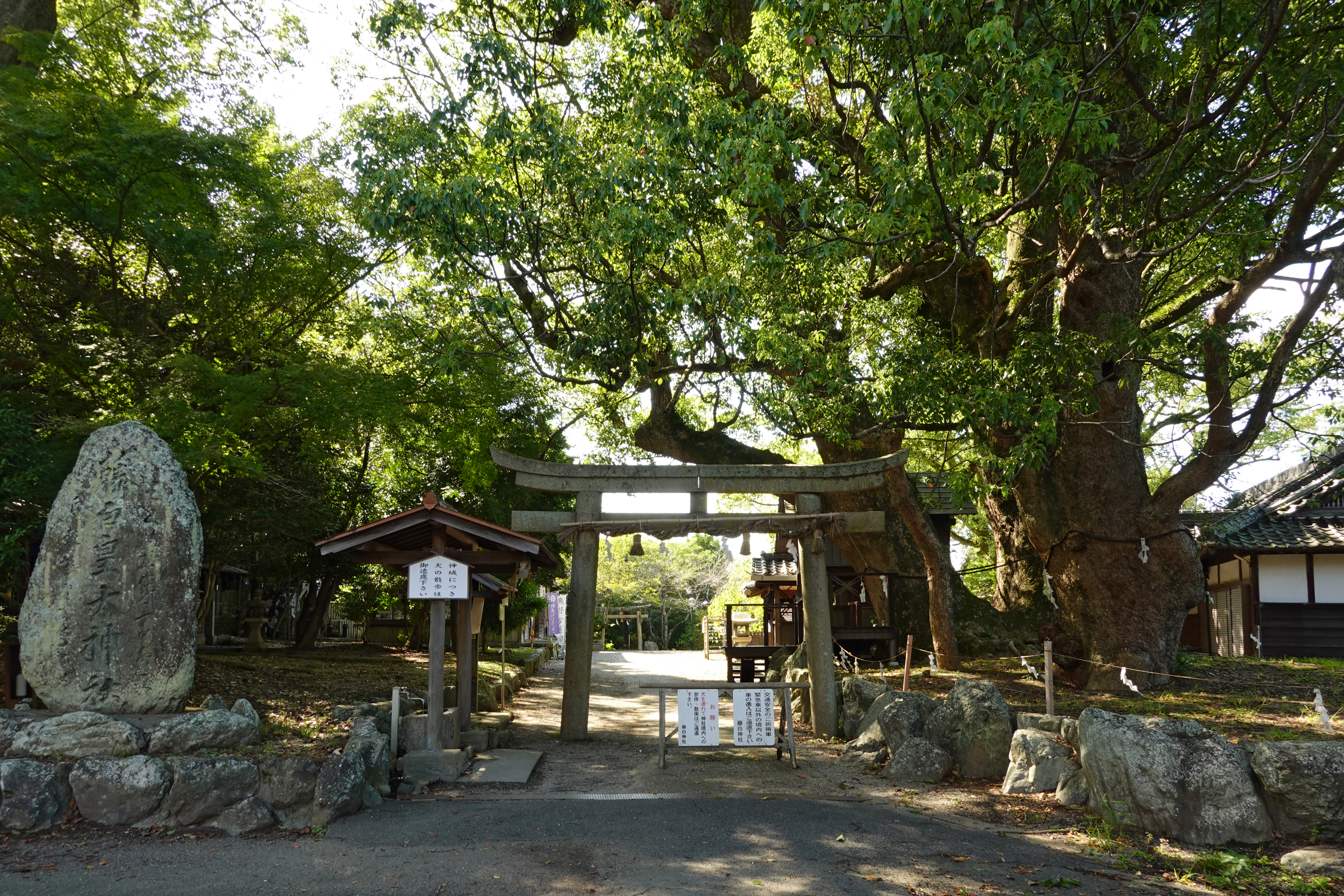
藤代王子

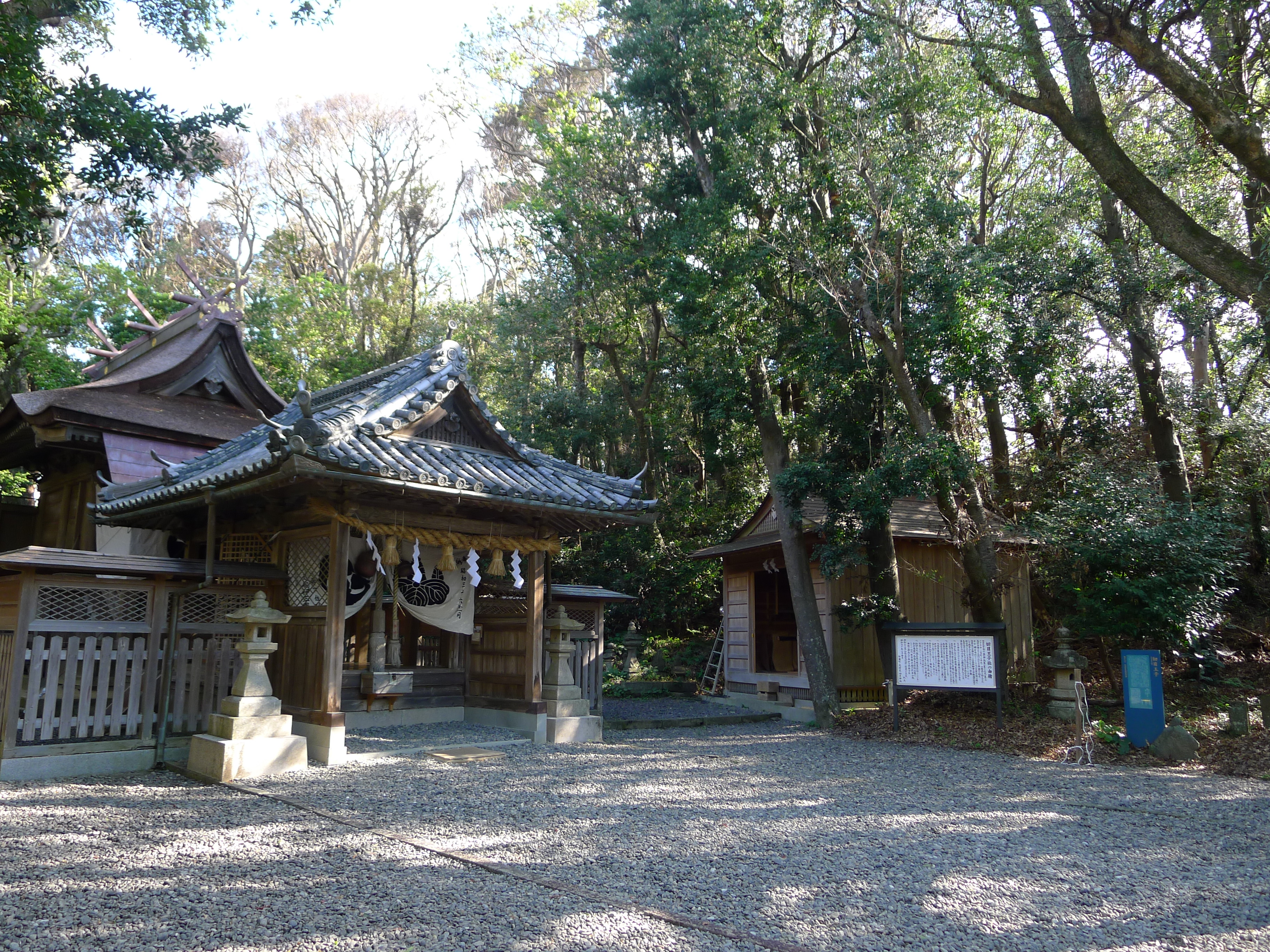
切目王子

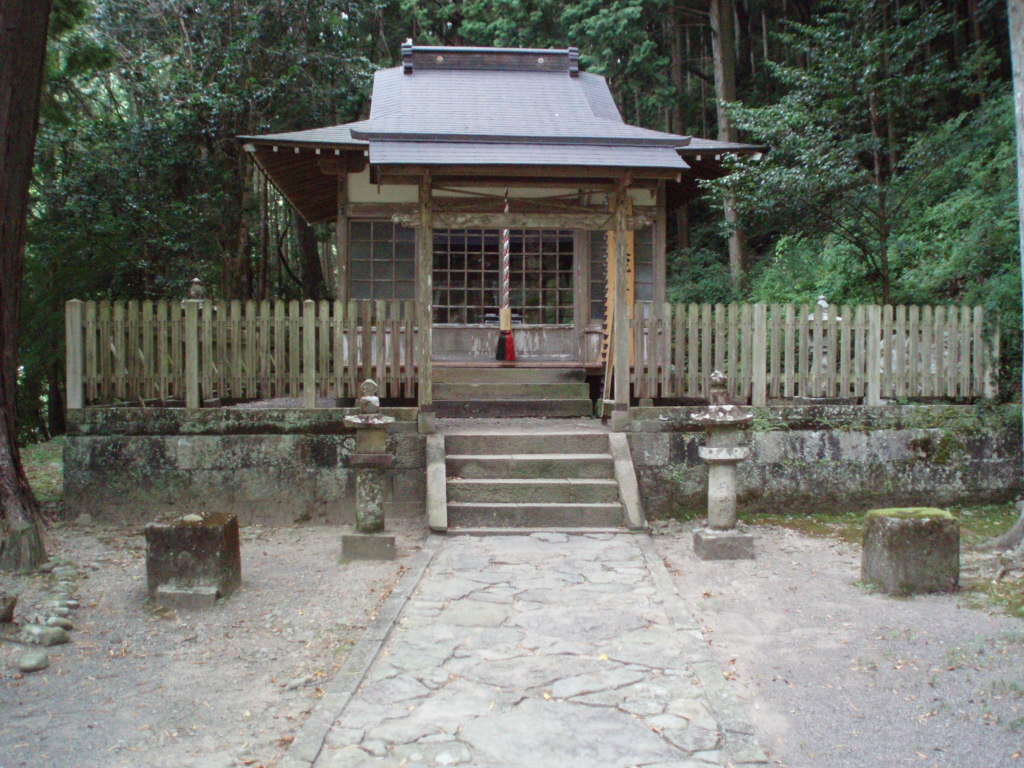
滝尻王子

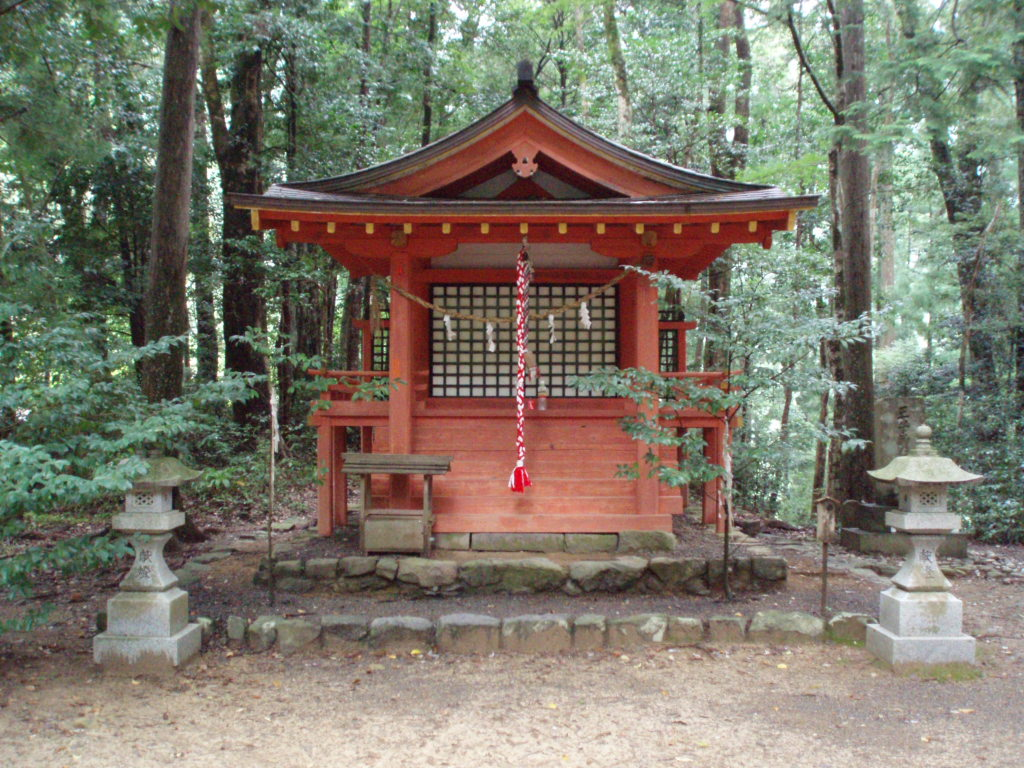
発心門王子

九十九王子の中には五体王子（ごたいおうじ）と呼ばれる王子があり、他とは格式を異にするとされる。これらは一般に、熊野の主神の御子神ないし眷属神として三山に祀られる神々のなかでも、五所王子と呼ばれる神々（若一王子・禅師宮・聖宮・児宮・子守宮）を祀る神社であり、三山から勧請したものと考えられている。これら五体王子では、舞・白拍子・神楽・猿楽などが行われており、芸能的性格が強いと一応は言えるが、これらは他の王子でも行われており、顕著な特徴とは言えない。なお、五大王子と書くのは誤りである。
いずれの王子を五体王子に数えるかは解釈の相違があり、修明門院参詣記では籾井（樫井）・藤代・稲葉根の3社を挙げるが、後鳥羽院参詣記は藤代王子のみが該当し、稲葉根王子がこれに準じるとしているが、他の列挙例もあって一貫しない。現在では、藤代王子・切目王子・稲葉根王子・滝尻王子・発心門王子の5社とするのが一般的である。

### 大辺路の王子社
冒頭に要約したような定義からは外れるが王子を名乗る神社が熊野にはある。大辺路にある幾つかの神社がそれである。大辺路の成立には当山派（真言宗系）修験が関係しているが、それらの神社の成立事情とは関係がない。また、成立時期も古くても南北朝期以降のものであるほか、皇族の熊野参詣との関連もなく、九十九王子には含めない。大辺路の王子社については大辺路の王子社一覧を参照。

## 九十九王子の一覧

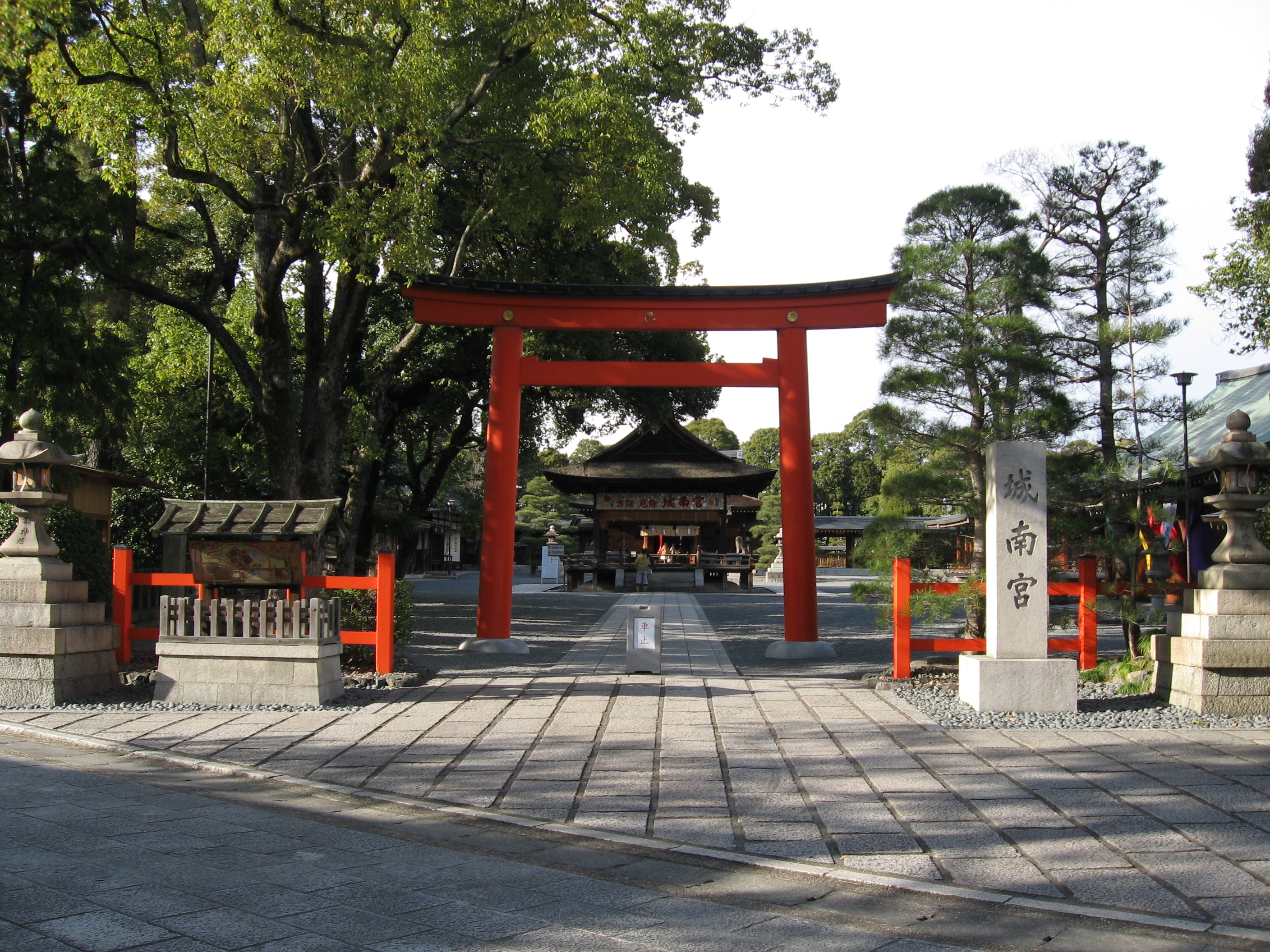
城南宮

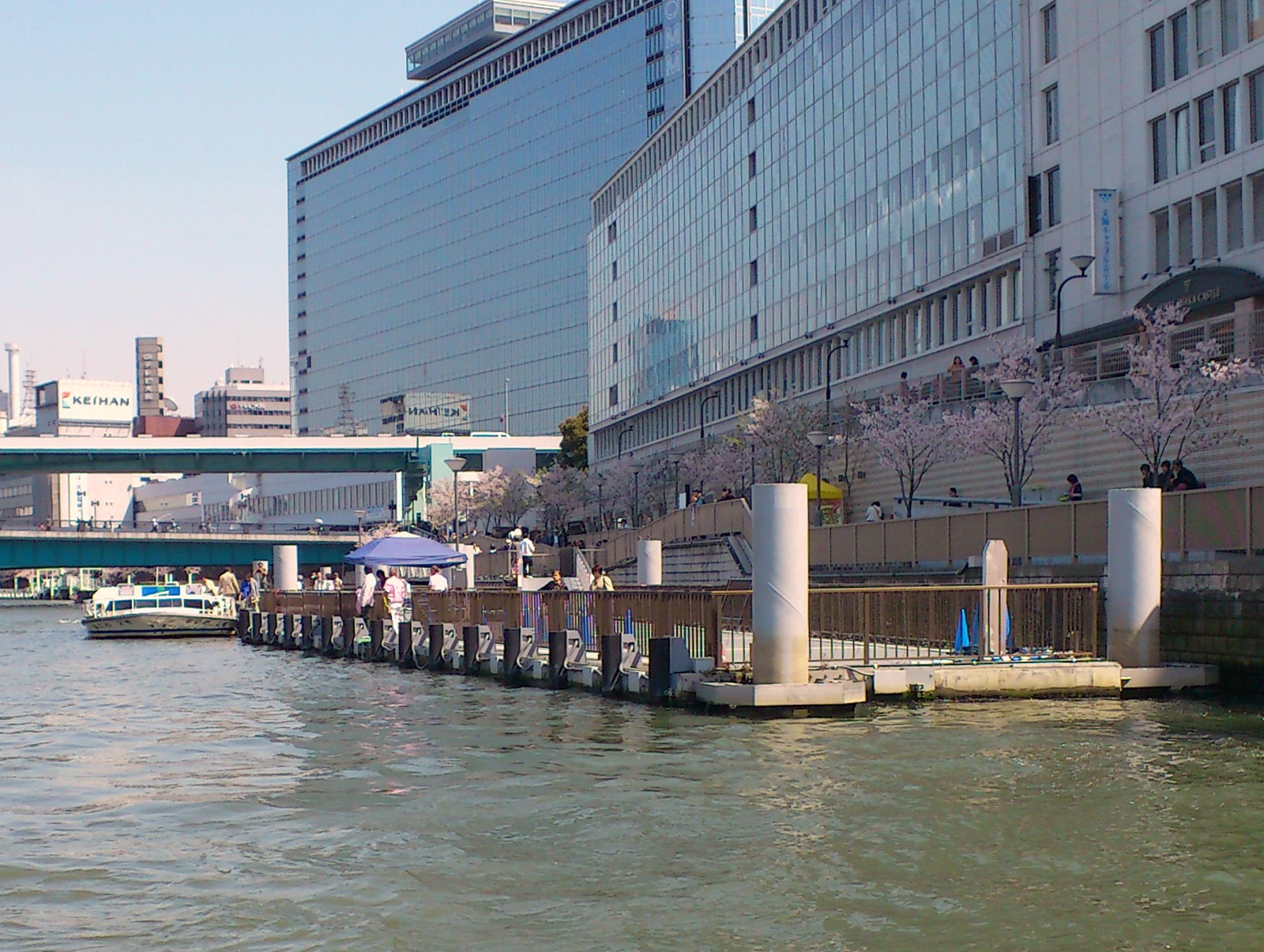
八軒家船着場

九十九王子は、実際に99ちょうどあるわけではなく、多数あるということの比喩である。九十九王子は、上述のような事情から列挙が一貫しない。最盛期の80余社にしても、いずれの神社を含めるかは参詣記ごとに様々である。それら参詣記の中で王子と認定された神社を、現存するもの、現存しないが所在地を比定できるものを併せて枚挙してゆくと、若干数の近世以降の比較的新しい王子を含めて、下記の様に101社を数える。ただし、近世における紀州藩による再建、明治期の神社合祀令による合祀、市街化による廃絶など、いくつかの事情により、比定できるといってもその確度は様々である。なお、五体王子はボールドで強調する。
なお、「九十九王子」の読み方には、「きゅうじゅうきゅうおうじ」（主に大阪地方）、「つくもおうじ」といった読み方もあるが、熊野地方で一般的なのは「くじゅうくおうじ」であり、本記事もそれに従っている。
- 城南宮……京都からの出発点
- 八軒家船着場……京都から大阪へ淀川を下ってきた船着場

1. 窪津王子
2. 坂口王子
3. 郡戸王子
4. 上野王子
5. 阿倍王子
6. 津守王子
（以上、大阪市）
7. 境王子
8. 大鳥居王子
（以上、堺市）
9. 篠田王子
10. 平松王子
11. 井ノ口王子
（以上、和泉市）
12. 池田王子
13. 麻生川王子
14. 近木王子
15. 鞍持王子
（以上、岸和田市・貝塚市。九十九王子 (岸和田市・貝塚市)を参照）
16. 鶴原王子
17. 佐野王子
18. 籾井（樫井）王子
（以上、泉佐野市。九十九王子 (泉佐野市)を参照）
19. 厩戸王子
20. 信達一ノ瀬王子
21. 長岡王子
（以上、泉南市。九十九王子 (泉南市)を参照）
22. 地蔵堂王子
23. 馬目王子
（以上、阪南市。九十九王子 (阪南市)を参照）
ここまでが大阪府、次からが和歌山県。
24. 中山王子
25. 山口王子
26. 川辺王子
27. 中村王子
28. 吐前（吐崎）王子
29. 川端王子
30. 和佐王子
31. 平緒王子
32. 奈久知王子
（以上、和歌山市。九十九王子 (和歌山市)参照。）
33. 松坂王子
34. 松代王子
35. 菩提房王子
36. 祓戸王子
37. 藤代王子
38. 藤白塔下王子
39. 橘本王子
40. 所坂王子
41. 一壷王子
（以上、海南市。九十九王子 (海南市)参照。）
42. 蕪坂王子
43. 山口王子
44. 糸我王子
（以上、有田市。九十九王子 (有田市)参照。）
45. 逆川王子
46. 湯浅（久米崎）王子
（以上、湯浅町。九十九王子 (湯浅町)参照。）
47. 津兼（井関）王子
48. 河瀬王子
49. 馬留王子
（以上、広川町。九十九王子 (広川町)参照。）
50. 沓掛王子
51. 馬留王子
52. 内ノ畑王子
53. 高家王子
（以上、日高町。九十九王子 (日高町)参照。）
54. 善童子王子
55. 愛徳山王子
56. 九海士王子
57. 岩内王子
58. 塩屋王子
59. 上野王子
（以上、御坊市。九十九王子 (御坊市)参照。）
60. 津井（叶）王子
61. 斑鳩（富の川）王子
62. 切目王子
63. 切目中山王子
（以上、印南町。九十九王子 (印南町)参照。）
64. 岩代王子
65. 千里王子
66. 三鍋王子
（以上、みなべ町。九十九王子 (みなべ町)参照。）
次から口熊野（現在の田辺市）。出立王子を過ぎ、北新町道標（田辺市北新町）で大辺路と中辺路が分かれる。
67. 芳養王子
68. 出立王子
69. 秋津王子
70. 万呂王子
71. 三栖王子
（以上、田辺市。九十九王子 (田辺市・上富田町)参照。）
72. 八上王子
73. 稲葉根王子
74. 一ノ瀬王子
（以上、上富田町。九十九王子 (田辺市・上富田町)参照。）
75. 鮎川王子
（以上、田辺市。九十九王子 (田辺市・上富田町)参照)
76. 滝尻王子
77. 不寝王子
78. 大門王子
79. 十丈王子
80. 大坂本王子
81. 近露王子
82. 比曽原王子
83. 継桜王子
84. 中ノ河王子
87. 小広王子
88. 熊瀬川王子
89. 岩神王子
90. 湯川王子
（以上、田辺市中辺路町。九十九王子 (田辺市中辺路町)を参照。）
次から奥熊野。
91. 猪鼻王子
92. 発心門王子
93. 水呑王子
94. 伏拝王子
95. 祓戸王子
96. 湯ノ峯王子
（以上、田辺市本宮町。九十九王子 (田辺市本宮町)を参照。）
本宮大社に詣でた後は熊野川を船で新宮へ下り、新宮からは再び徒歩で那智へ。
97. 浜王子
98. 佐野王子
（以上、新宮市）
99. 浜の宮王子
100. 市野々王子
101. 多富気王子
（以上、那智勝浦町）